# The Point of It All
Albums de Anthony Hamilton
Southern Comfort
(2007)
The Point of It All est le sixième album studio du chanteur américain de RnB/neo soul Anthony Hamilton, sorti le 16 décembre 2008 sur le label Zomba. Il contient notamment le single Cool en collaboration avec David Banner.

## Liste des titres
1. The News (3:34)
2. Cool (4:16)
3. The Day We Met (3:58)
4. Diamond In The Rough (3:37)
5. I Did It for Sho (3:19)
6. Hard to Breathe (4:12)
7. Soul's on Fire (4:23)
8. Please Stay (5:03)
9. The Point of It All (3:50)
10. Fallin' in Love (3:07)
11. Prayin' For You/Superman (7:54)
12. Her Heart (4:03)
13. Fine Again (4:30)
14. She's Gone (Bonus Track) (3:28)